# Bernardo I, Duque de Saxe-Meiningen
Bernardo I de Saxe-Meiningen (10 de setembro de 1649 - 27 de abril de 1706) foi o primeiro duque de Saxe-Meiningen.

## Família
Bernardo era o sexto filho do duque Ernesto I de Saxe-Gota e da duquesa Isabel Sofia de Saxe-Altemburgo. Entre os seus irmãos estavam o duque Frederico I, o duque Alberto V, o duque Henrique de Saxe-Römhild, o duque Cristiano de Saxe-Eisenberg, o duque Ernesto III de Saxe-Hildburghausen e o duque João Ernesto de Saxe-Coburg-Saalfeld. Os seus avós paternos eram o duque João II de Saxe-Weimar e a princesa Doroteia Maria de Anhalt. Os seus avós maternos eram o duque João Filipe de Saxe-Altemburgo e a duquesa Isabel de Brunswick-Wolfenbüttel.

## Vida
Após a morte do seu pai em 1675, Bernardo passou a governar o ducado de Saxe-Gota-Altemburgo em conjunto com os irmãos até que todos concordaram em dividi-lo cinco anos depois, em 1680. No tratado de divisão, Bernardo recebeu as cidades de Meiningen, Wasungen, Salzungen, Untermassfeld, Frauenbreitungen e Ichtershausen.
Bernardo começou imediatamente a construir uma residência oficial em Meiningen que ficou pronta em 1692 e foi chamada de Palácio Elisabethenburg em honra da segunda esposa do duque. Tal como o seu irmão, o duque Ernesto III de Saxe-Hildburghausen, Bernardo conseguiu manter a estabilidade financeira do ducado vendendo bens do estado e cobrando mais impostos à população.
Bernardo ordenou que o ducado não fosse dividido após a sua morte em testamento, o que fez com que os seus filhos o governassem em conjunto.

## Casamentos e descendência
Bernardo casou-se primeiro no dia 20 de novembro de 1671 com a condessa Maria Edviges de Hesse-Darmstadt. Juntos tiveram sete filhos:
1. Ernesto Luís I, Duque de Saxe-Meiningen (7 de outubro de 1672 - 24 de novembro de 1724), casado com a duques Doroteia Maria de Saxe-Gota-Altemburgo; com descendência.
2. Bernardo de Saxe-Meiningen (28 de outubro de 1673 - 25 de outubro de 1694), morreu aos vinte anos de idade; sem descendência.
3. João Ernesto de Saxe-Meiningen (29 de dezembro de 1674 - 8 de fevereiro de 1675), morreu com um mês de idade.
4. Maria Isabel de Saxe-Meiningen (11 de agosto de 1676 - 22 de dezembro de 1676), morreu com quatro meses de idade.
5. João Jorge de Saxe-Meiningen (3 de outubro de 1677 - 10 de outubro de 1678), morreu com um ano de idade.
6. Frederico Guilherme, Duque de Saxe-Meiningen (16 de fevereiro de 1679 - 9 de março de 1746), nunca se casou nem teve filhos.
7. Jorge Ernesto de Saxe-Meiningen (26 de março de 1680 - 1 de janeiro de 1699, morreu aos dezanove anos; sem descendência.

Após a morte de Maria, casou-se com a duquesa Isabel Leonor de Brunswick-Wolfenbüttel no dia 25 de janeiro de 1681 de quem teve mais cinco filhos:
1. Isabel Ernestina de Saxe-Meiningen (3 de dezembro de 1681 - 24 de dezembro de 1766), abadessa da Abadia de Gandersheim; sem descendência.
2. Leonor Frederica de Saxe-Meiningen (2 de março de 1683 - 13 de maio de 1739), freira em Gandersheim.
3. António Augusto de Saxe-Meiningen (20 de junho de 1684 - 7 de dezembro de 1684), morreu aos cinco meses de idade.
4. Guilhermina Luísa de Saxe-Meiningen (19 de janeiro de 1686 - 5 de outubro de 1753), casada com o duque Carlos de Württemberg-Bernstadt; sem descendência.
5. António Ulrico, Duque de Saxe-Meiningen (22 de outubro de 1687 - 27 de janeiro de 1763), casado primeiro com Philippine Elisabeth Caesar, com descendência. Casado depois com a condessa Carlota Amália de Hesse-Philippsthal; com descendência.

## Genealogia
| Bernardo I de Saxe-Meiningen | Pai: Ernesto I, Duque de Saxe-Gota   | Avô paterno: João II, Duque de Saxe-Weimar                                | Bisavô paterno: João Guilherme, Duque de Saxe-Weimar          |
| Bernardo I de Saxe-Meiningen | Pai: Ernesto I, Duque de Saxe-Gota   | Avô paterno: João II, Duque de Saxe-Weimar                                | Bisavó paterna: Doroteia Susana do Palatinado-Simmern         |
| Bernardo I de Saxe-Meiningen | Pai: Ernesto I, Duque de Saxe-Gota   | Avó paterna: Doroteia Maria de Anhalt                                     | Bisavô paterno: Joaquim Ernesto, Príncipe de Anhalt           |
| Bernardo I de Saxe-Meiningen | Pai: Ernesto I, Duque de Saxe-Gota   | Avó paterna: Doroteia Maria de Anhalt                                     | Bisavó paterna: Leonor de Württemberg                         |
| Bernardo I de Saxe-Meiningen | Mãe: Isabel Sofia de Saxe-Altemburgo | Avô materno: Isabel de Brunsvique-Volfembutel, Duquesa de Saxe-Altemburgo | Bisavô materno: Henrique Júlio, Duque de Brunsvique-Luneburgo |
| Bernardo I de Saxe-Meiningen | Mãe: Isabel Sofia de Saxe-Altemburgo | Avô materno: Isabel de Brunsvique-Volfembutel, Duquesa de Saxe-Altemburgo | Bisavó materna: Isabel da Dinamarca                           |
| Bernardo I de Saxe-Meiningen | Mãe: Isabel Sofia de Saxe-Altemburgo | Avó materna: João Filipe, Duque de Saxe-Altemburgo                        | Bisavô materno: Frederico Guilherme I, Duque de Saxe-Weimar   |
| Bernardo I de Saxe-Meiningen | Mãe: Isabel Sofia de Saxe-Altemburgo | Avó materna: João Filipe, Duque de Saxe-Altemburgo                        | Bisavó materna: Ana Maria do Palatinado-Neuburgo              |